# Utricularia phusoidaoensis
Utricularia phusoidaoensis — вид рослин із родини пухирникових (Lentibulariaceae).

## Біоморфологічна характеристика
Наземний, літофіт. Столони нечисленні, ниткоподібні. Ризоїди нечасті, ниткоподібні. Пастки численні, на ризоїдах, косояйцеподібні. Листки 4–8, ниркоподібні, 3–6 × 4–9 мм, присутні під час цвітіння, ніжка 1–2 мм завдовжки. Суцвіття прямовисні, прості чи рідко з однією гілкою, 1–3, (2)5.5–7.5 см завдовжки, 3–5-квіткові. Частки чашечки нерівні; верхні значно більші, ≈ 1.7 мм завдовжки на час цвітіння, поперечно-еліптичні, з вирізаною верхівкою; нижні від вузькояйцеподібних до дельтоподібних, ≈ 1 мм, з вирізаною верхівкою. Віночок пурпуровий з жовтою плямою біля основи нижньої губи. Коробочка куляста з черевним кілем, завдовжки ≈ 2 мм. Насіння зворотно-яйцювате, завдовжки ≈ 0.5 мм, з циліндричними волосками у верхній половині. 

## Середовище проживання
Ендемік пн. Таїланду.
Населяє відкриті мохові скелі біля вершини, на висотах ≈ 2000 м, нечастий.